# التعاقب (القفز الحر بالمظلات)
التعاقب(باالانجليزية:(Tracking (skydiving)
التعاقب هو مهارة السقوط الحر الاساسية المتعلمة من هواة القفز بالمظلات.
هو مهارة افتراضية لوضعية الجسم التي يسمح للقافز بالمظلة التحرك أفقياً أثناء السقوط الحر (جاذبية).

## الفنيات والاسلوب
على الرغم من وجود العديد من الاختلافات في وضعية الجسم الأساسية، الا انه ينطوي في الاساس على القافز الابتعاد عن الوضع التقليدي بإمالة الوجه للأرض واستقامة الساقين ورفع الذراعين إلى الجانبين وعدم التقوس، مستخدماً الجسم كوباً للهواء كوسيلة لتوفير قوة رفع أكبر.هناك جدل حول وضعية القفز الأكثر كفاءة (لتوفير أفضل نسبة انزلاق)خاصةً فيما يتعلق بمدى وجوب تباعد أرجل القافز. بعض الاختلافات في وضعية القفز الحر تعمل بشكل جيد لبعض الافراد على عكس البعض.
كما ان عند اكتساب الخبرة لهواة القفز المظلي، غالباً ما يتغير وضعه الجسدي المفضل.

## نسبة الانزلاق
يتمكن القافزون الجيدون تقريباً تغطية نفس مقدار المسافة التي يسقطونها، التي تقترب من نسبة الانزلاق1:1 .
معدل سقوط القافز المظلي في مسار فعال منخفض بكثير من السقوط بالوضع التقليدي بإمالة الوجه للأرض.سرعة الوصول السابقة منخفضة إلى 90 ميل في الساعة، والاخيرة المتوسط حوالي 120 ميل علامة بالساعة.

## الممارسات
يعتبر التعاقب مهارة اساسية لإنقاذ حياة جميع هواة القفز الحر بالمظلة الذين يشتركون في العمل النسبي مع الاخرين، مما يسمح للقافزين بالحصول على الفاصل الافقي بعد بناء التشكيل وقبل فتح المظلات.
وفقًا لذلك، كلما زاد عدد هواة القفز بالمظلات في القفزة كلما كانت مهاراتهم بالتعقب أفضل، بالإضافة إلى تتبع مسافة أطول بعد الانفصال (التعقب بعيداً عن الفصل قبل الفتح), كما يجب ان يكونوا أكثر ادراكاً للقافزين الاخرين من حولهم والقدرة على التعقب في خط مستقيم بعيدا عن مركز التشكيلة. ان التعقب ليس مهارة لإنقاذ حياة القافزين وحسب، العديد من  هواة القفز بالمظلات يشاركون في «الهبوط التعاقبي» حيث يتم تعقب جميع القافزين حتى يهبطوا. في جميع رحلات الهبوط التعاقبي يجب ان يكون هناك قائد معين وعادةً ما يكون القافز الأكثر كفاءة الذي سيخطط للمسار الافقي للهبوط، وهذا الشيء يخدم عدة اغراض. اولاً سيكون لدى القافزين الاخرين هدف للمطاردة وقياس سرعتهم الافقية النسبية أو ربما السيطرة عليها. في حين انها تعتبر مجال التحليق الحر، فإنها ايضاً تتمتع بشعبية بين العديد من هواة القفز بالمظلات بين المجالات الأخرى. من السهل الوصول إلى رحلات الهبوط التعاقبي وتعتبر اكثرها اجتماعية والتي يمكن لأي شخص بعض النظر عن مستوى خبرته ان يشارك بها. غالباً ما يتم التخطيط لرحلات الهبوط التعاقبي في نهاية اليوم، مع اقل تركيزً على النتائج الكمية (تكوين القفز بالمظلات) صعوبة اتخاذ وضعيات جسد جديدة  (التحليق الحر). ينظر اليها عادة على انها أكثر القفزات راحة وأقل وطأه من بين القفزات. الهبوط في أتمونايوتي المعروف ايضاً باسم «التحليق المائل» هو شكل تم تصميمه مؤخراً مع وضعية جسد مختلفة تماماً. مما قد يوفر زاوية طيران أكثر انحداراً بين المسار التقليدي والمتوجه للأسفل. يعتبر معظم الهواة الذين يقومون بالتعقب في اتمونايوتي (باستثناء رياضة التحليق) التعمق لشعور «التحليق الحقيقي» بسبب المسافات الافقية الكبيرة وانخفاض سرعة المحطة وحقيقة ان في مثل هذه الارتفاعات لا تظهر الأرض قريبة على الإطلاق.
سجل السويسري مارك هاوزر أول رقم قياسي عالمي في تتبع السرعة في 5 أكتوبر2012  , وهو مجال أسسه. كانت السرعة الارضية المقاسة 188.9 ميل في الساعة (304 كم / ساعة)فوق منطقة هبوط سكاي دايف امبوريابرافا في اسبانيا. استخدم هاوزر بدلة مخصصة للقفز المظلي فقط (ولم يستخدم بدلة التحليق أو بدلة التعقب أو أي وزن اضافي).

## السلامة
على الرغم من ان القافزين غير الخبراء عادةً يشتركون في الهبوط التعاقبي الا انه لا ينبغي التقليل من شأن مخاطر هذه الرياضة. من الممكن ان يصل المسار الفعال إلى سرعة افقية تقارب 100 ميل في الساعة (شهد أحد الخبراء مواكبة طائرات ذات محركين اثناء اقلاعها من مطار دي لاند المحلي في عام 1995 , وبالتالي سجل سرعة بما يزيد على 115 ميلاً في الساعة) مع مجموعات أخرى أو مع أعضاء من مجموعته ممكن ان تؤدي إلى اصابة خطيرة أو الموت.لهذا السبب، يجب ان يكون عدد القافزين بدون خبرة في الهبوط التعاقبي محدوداً من قبل المنظم.